# Кратеропа смугастоголова

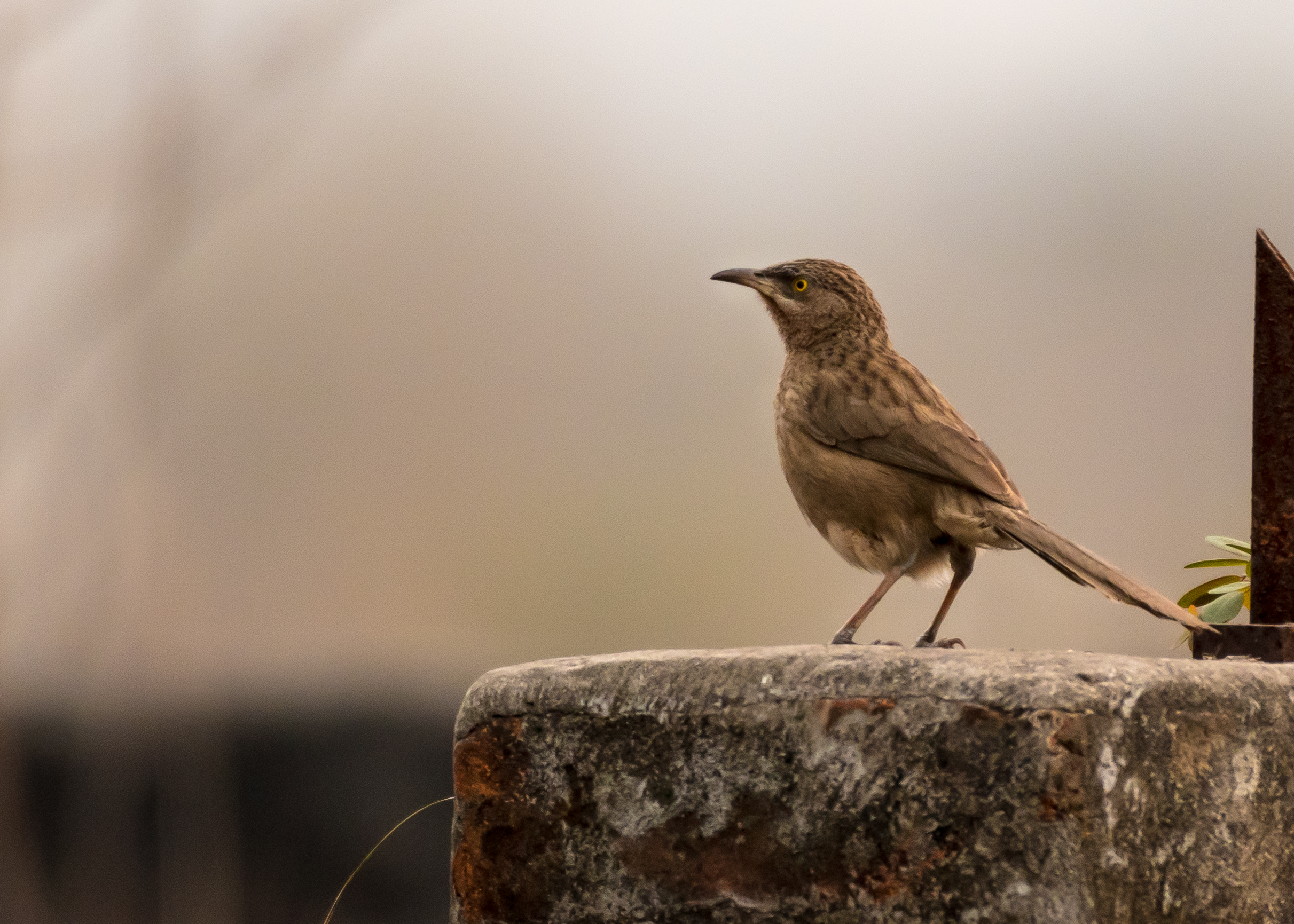
Смугастохвоста кратеропа (Бангладеш)

Кратеро́па смугастоголова (Argya earlei) — вид горобцеподібних птахів родини Leiothrichidae. Мешкає в Південній Азії.

## Підвиди
Виділяють два підвиди:
- A. e. sonivia Koelz, 1954 — Пакистан і північно-східна Індія;
- A. e. earlei (Blyth, 1844) — від північної Індії до центральної і південної М'янми.

## Поширення і екологія
Смугастоголові кратеропи мешкають в Пакистані, Індії, Непалі, М'янмі і Бангладеш. Вони живуть на луках болотах, пасовищах, в чагарникових і очеретяних заростях.